# Turó del Trac
El Turó del Trac és una muntanya de 368 metres que es troba a la serra de Collserola, al municipi de Barcelona, a la comarca del Barcelonès. Està situat entre el turó de Valldaura i el Castell del Fortí.